# Paul Arzens

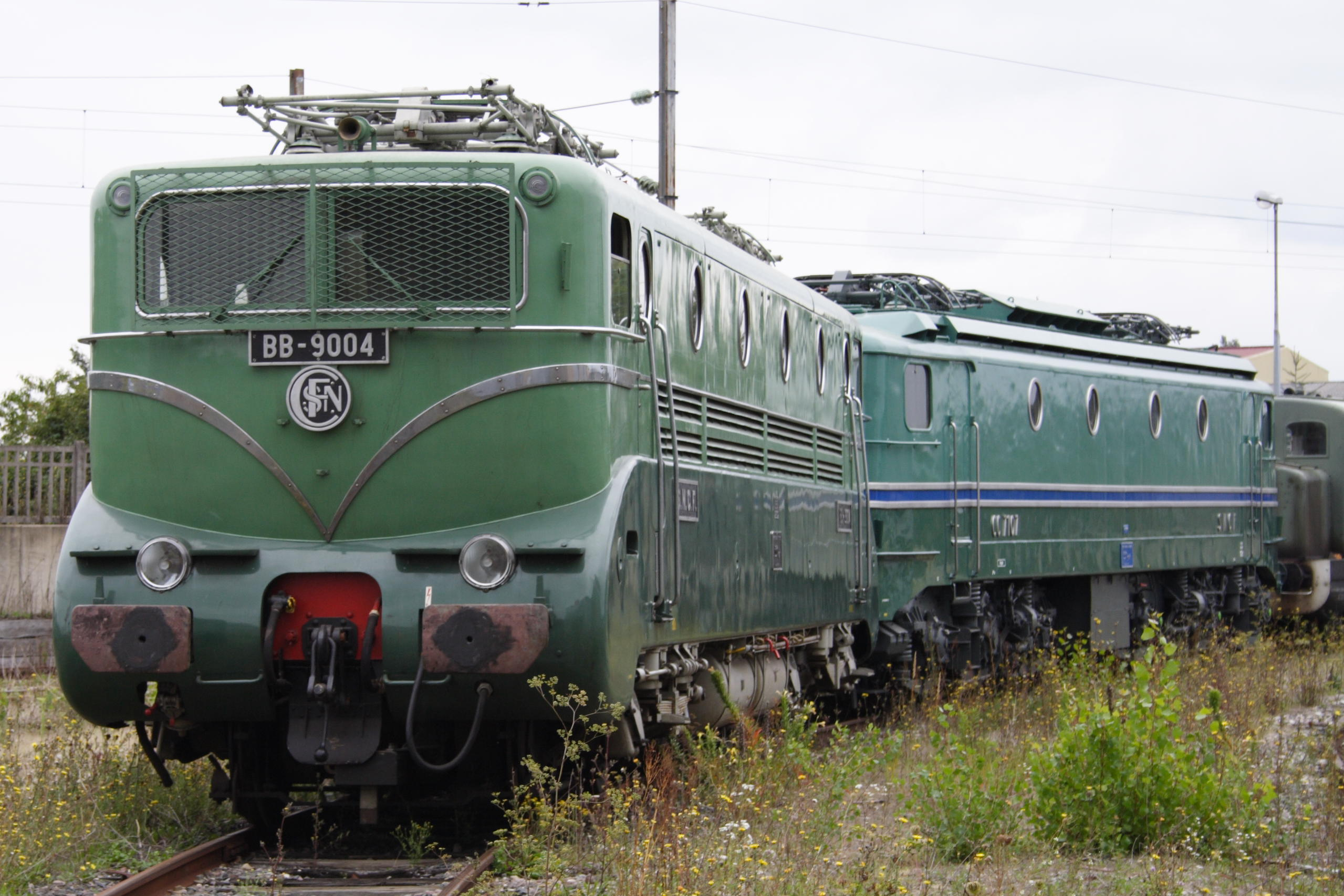
Weltrekordlok BB 9004, dahinter die CC 7107 im Eisenbahnmuseum Mülhausen (Cité du Train)

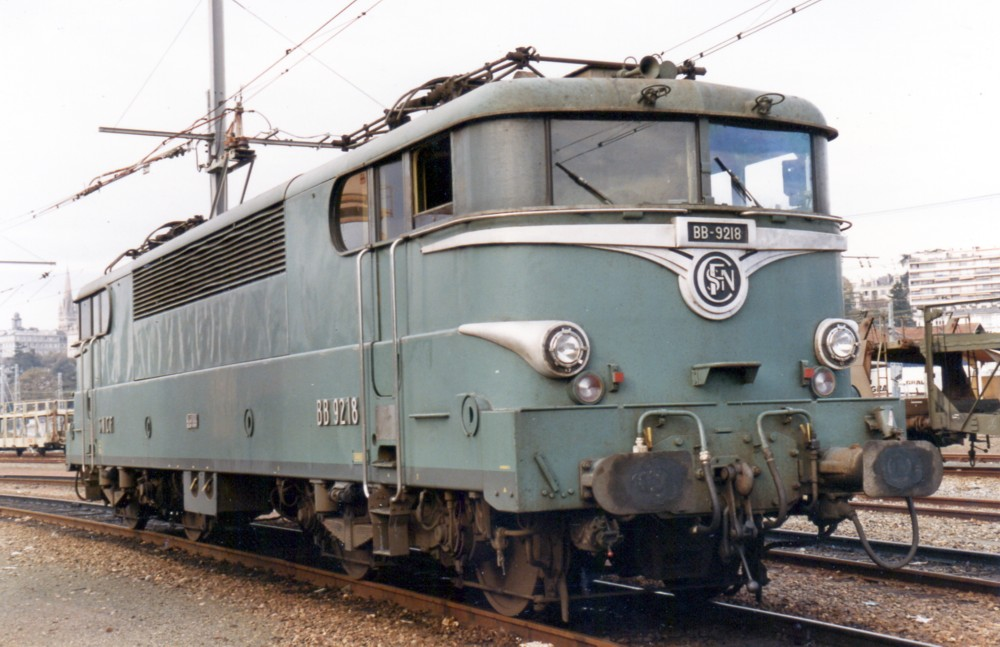
SNCF BB 9200 (1957), 1986 in Pau

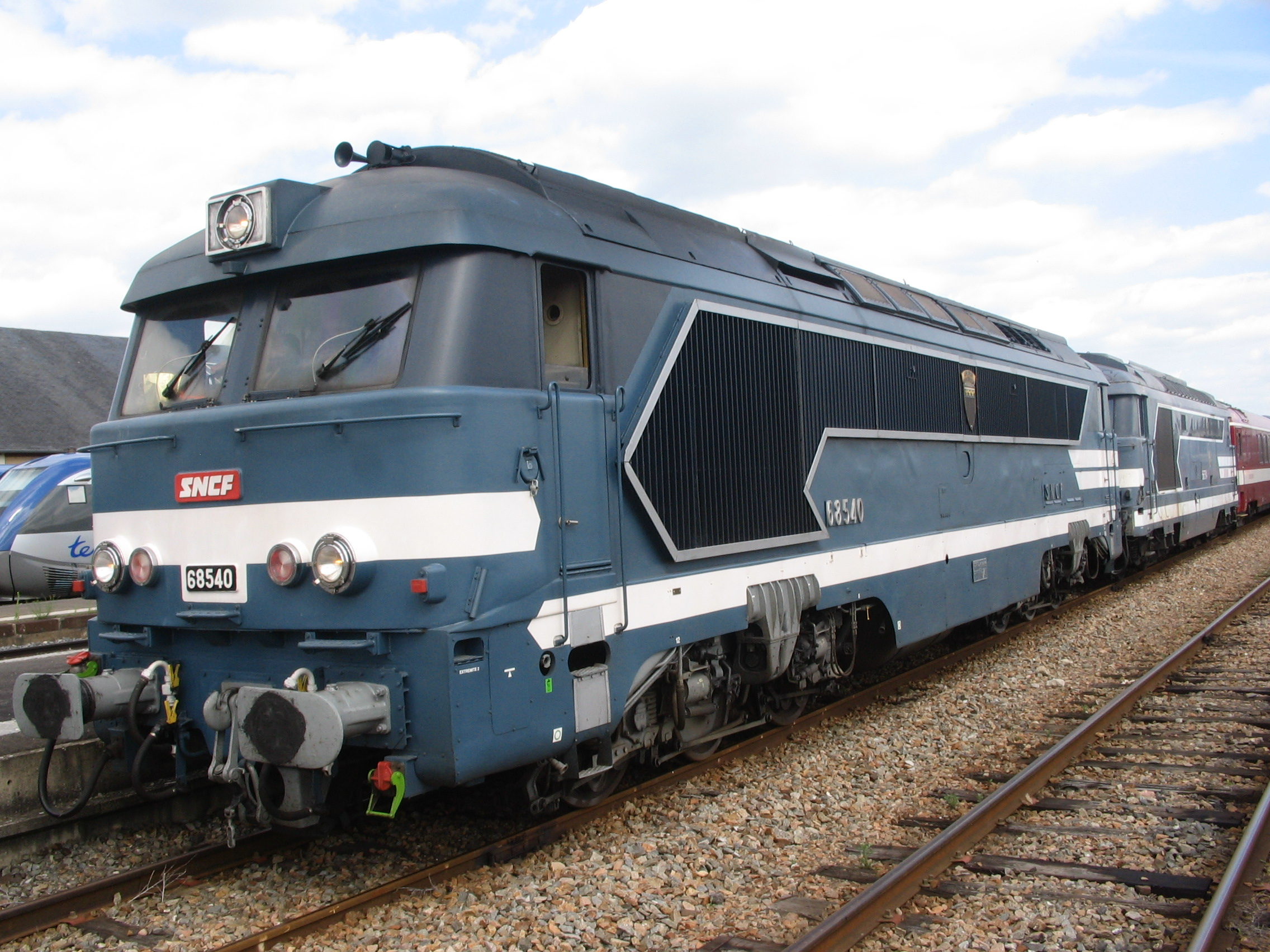
SNCF A1AA1A 68000 (1963), 2015 in Montluçon

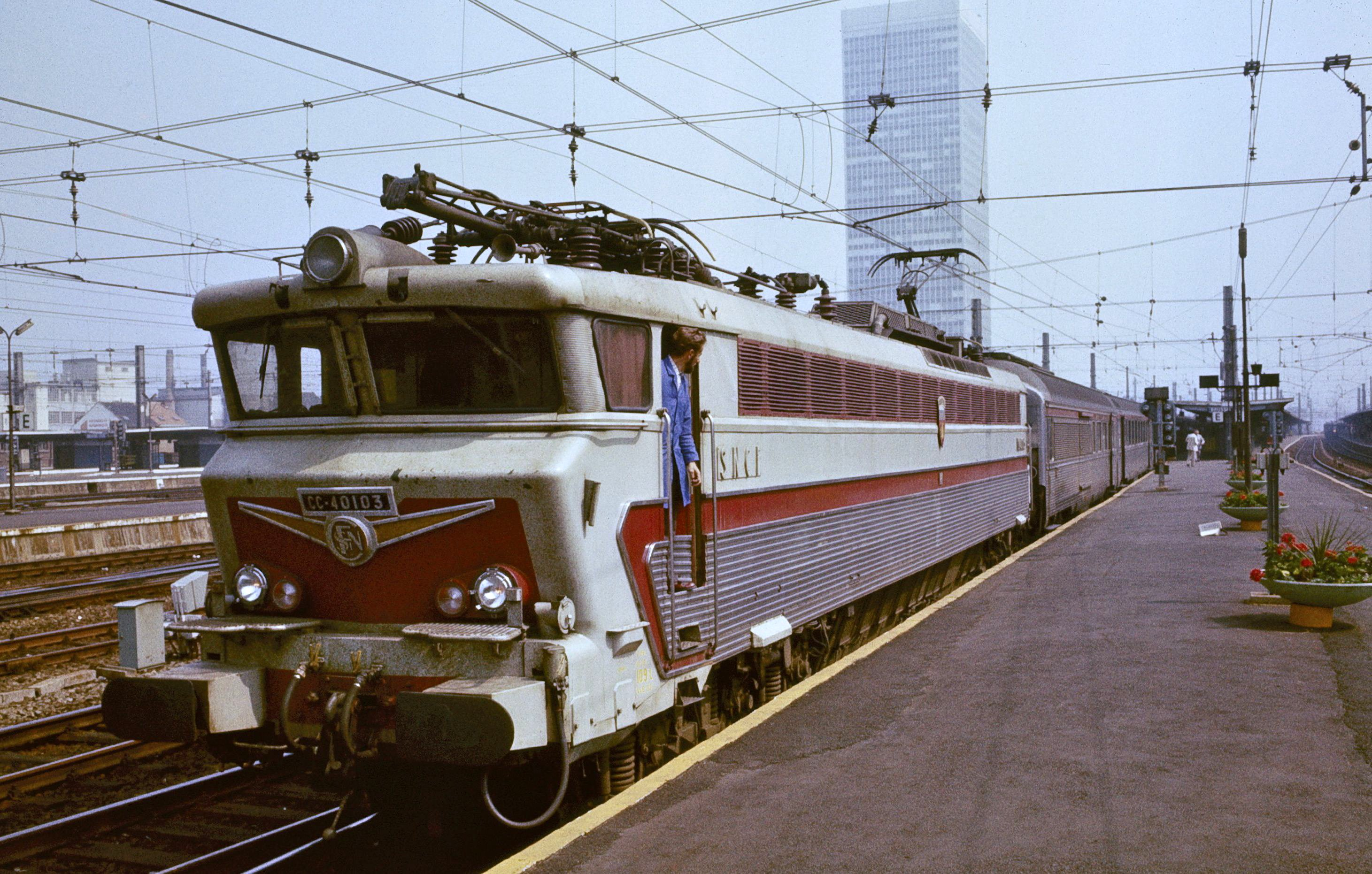
CC 40100 (1964), 1979 im Bahnhof Bruxelles-Midi/Brussel-Zuid

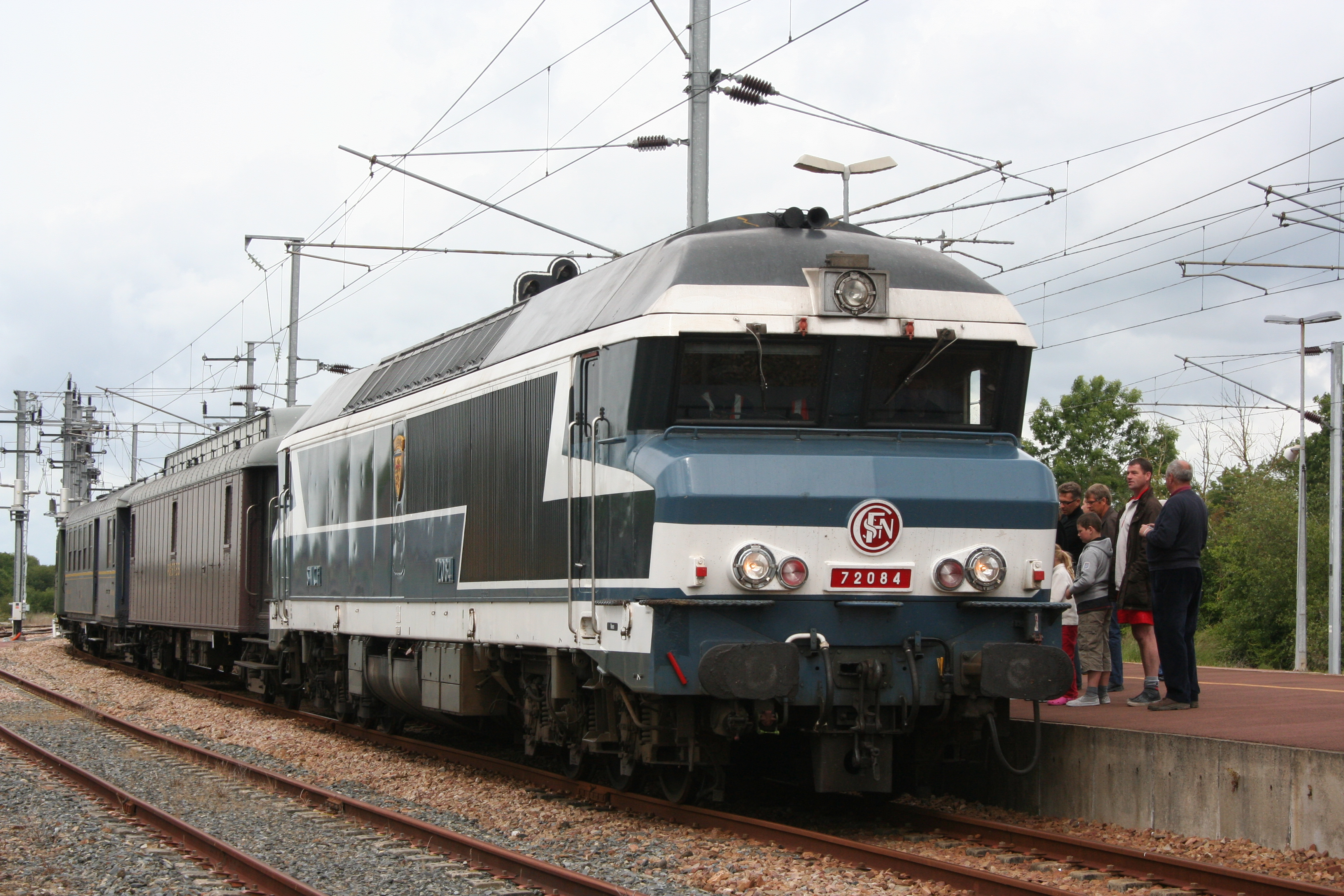
CC 72000 (1967), 2009 in Lison

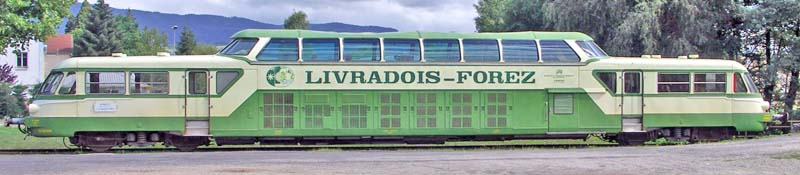
Panoramawagen SNCF X 4200 (1959), 2006 in Ambert

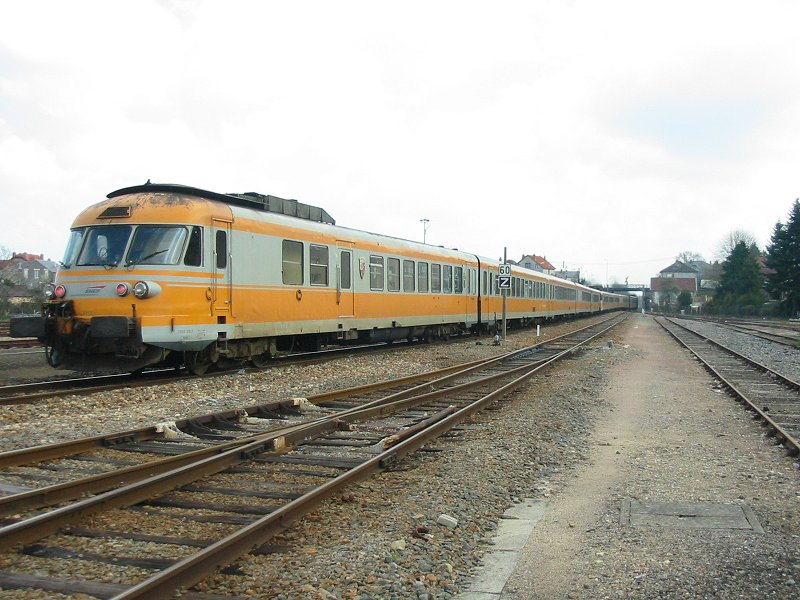
RTG-Gasturbinen-Triebzug, 2004 in Guéret

Paul Arzens (* 28. August 1903 in Paris; † 2. Februar 1990 ebenda) war ein französischer Designer. Bekannt wurde er für die von ihm entworfenen Lokomotiven und Züge. Es war über Jahrzehnte der bevorzugte Designer und Farbgestalter der französischen Staatsbahn SNCF. Neben seiner Designertätigkeit malte Paul Arzens im klassischen Stil und schuf Skulpturen.

## Werk

### Schienenfahrzeuge
Sein Designbüro in der Pariser Rue de Vaugirard gewann ab 1957 Einfluss auf die große Serie der Lokomotiven BB 9200, BB 16000 und BB 25200 (→ BB Jacquemin). Arzens entwarf den Aussichtstriebwagen X 4200 mit Panoramablick und die Aufbauten der Baureihen CC 7100, BB 67000 und A1AA1A 68000 sowie der Weltrekordlokomotive BB 9004.
Das „Nez cassés“ („gebrochene Nasen“) genannte Design der CC 40100, bei der er sich vom Anblick eines Sprinters auf dem Startblock inspirieren ließ, wurde Vorbild für eine ganze Generation von Lokomotiven: CC 72000, CC 6500, CC 21000 bis BB 15000 und schließlich BB 7200 und BB 22200 sowie (allerdings ohne den dynamisch wirkenden mehrfarbigen SNCF-Anstrich) die in Frankreich gebauten niederländischen Baureihen 1600 und 1700, die portugiesische Baureihe 2600 und die marokkanische Baureihe E1300. Mit der Korail-Baureihe 8000 kam das Design auch zu den Südkoreanischen Eisenbahnen Korail.
Eine der letzten Arbeiten Arzens’ für die SNCF war das Design der RTG-Gasturbinen-Triebzüge aus den frühen 1970er Jahren.

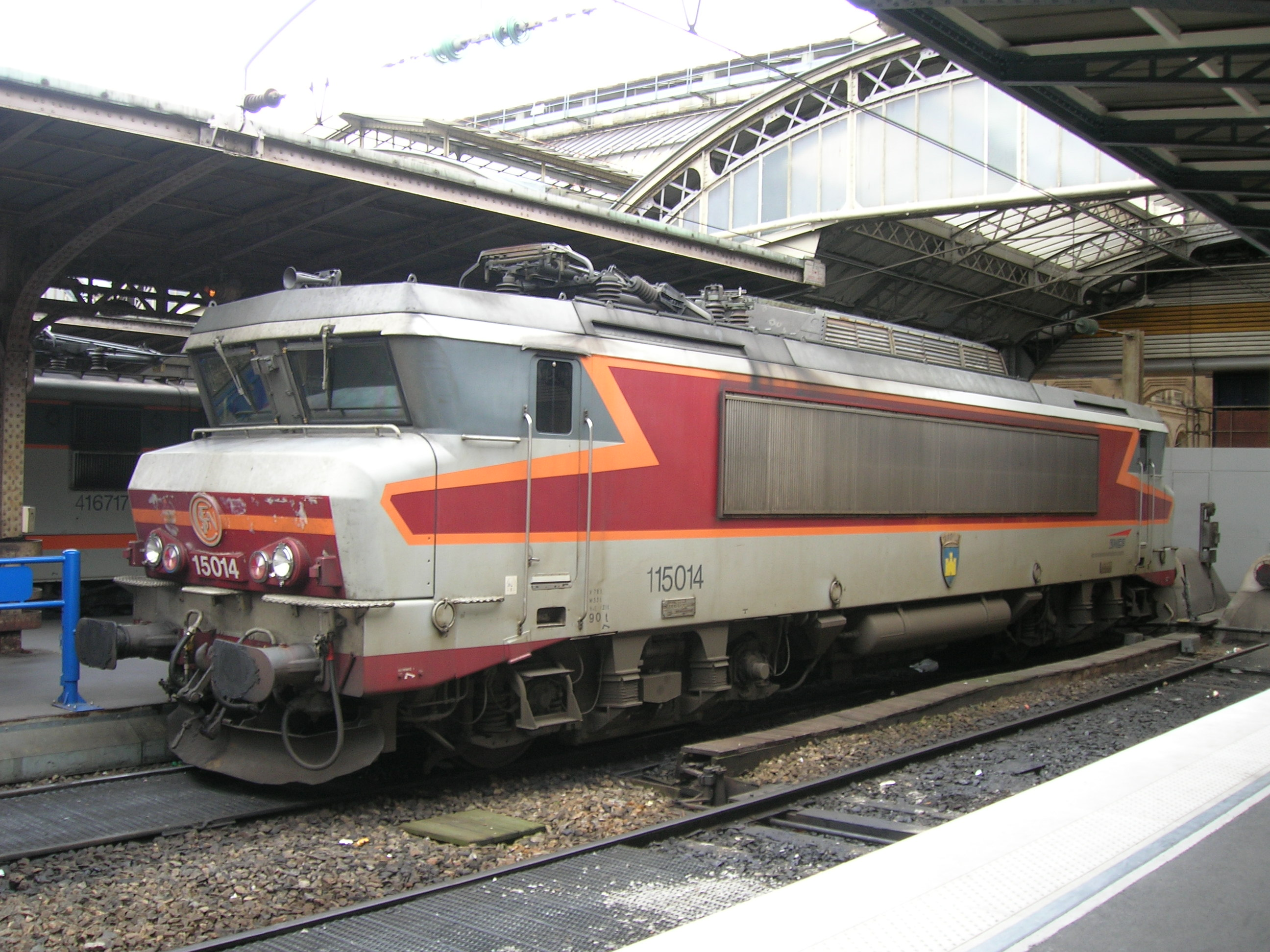
SNCF BB 15000 (1971), 2005 im Bahnhof Paris-Est
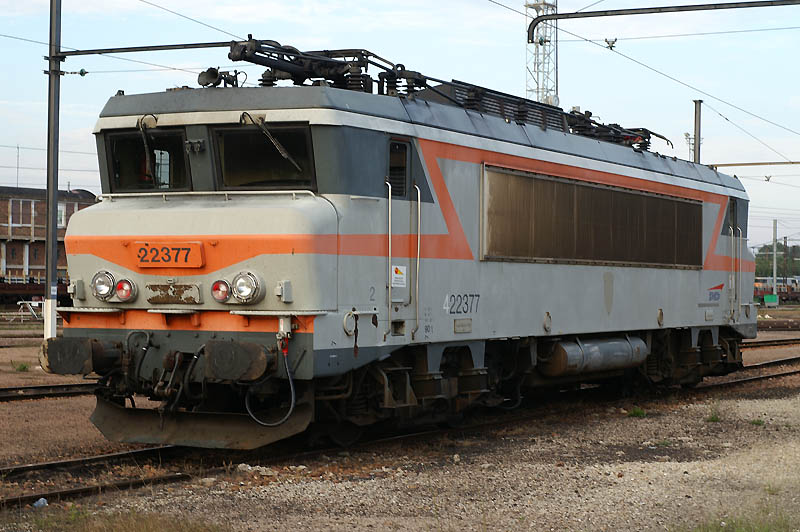
SNCF BB 22200 (1976) im Bahnbetriebswerk Laroche – Migennes
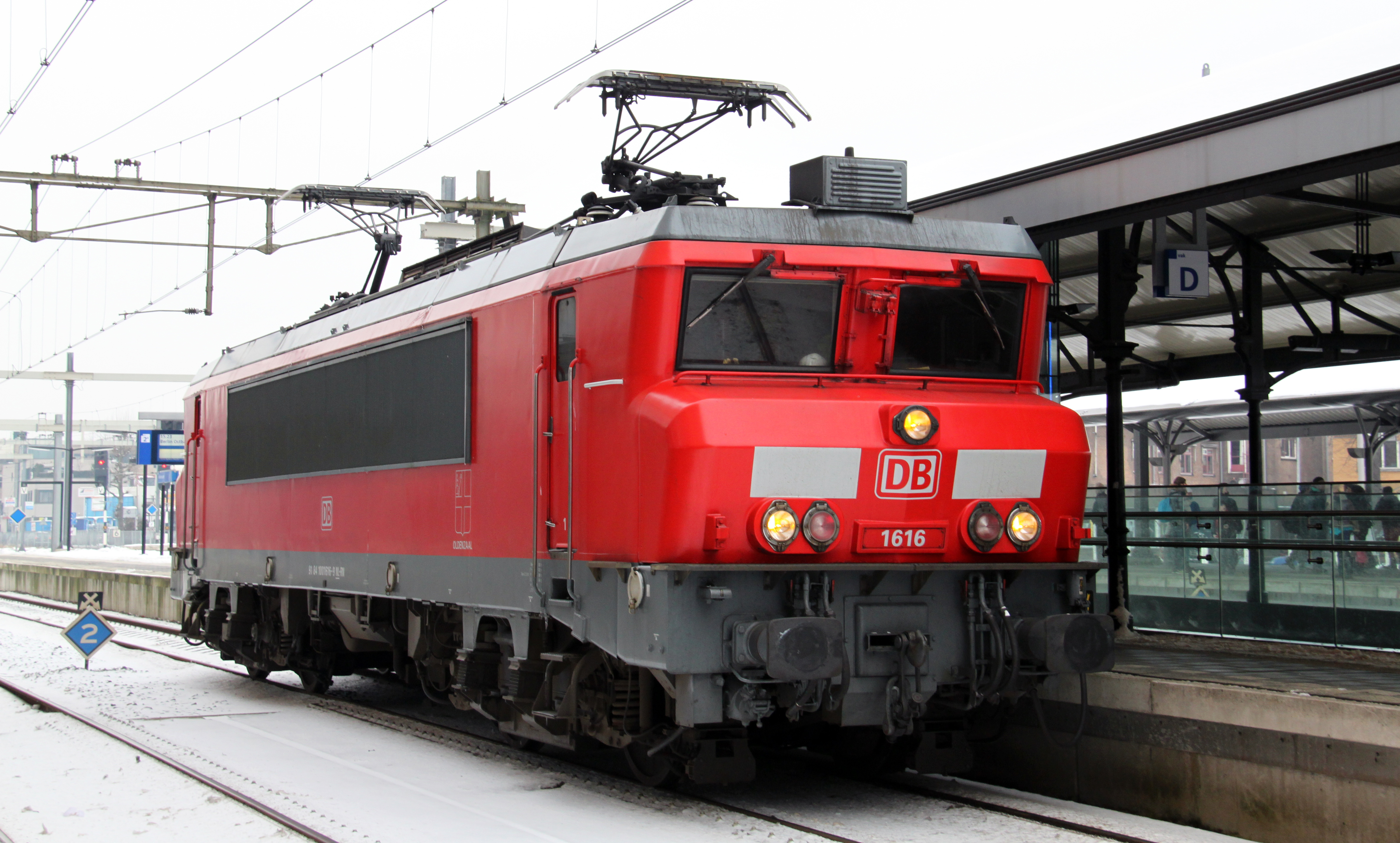
NS 1600 (1981), 2013 bei DB Schenker
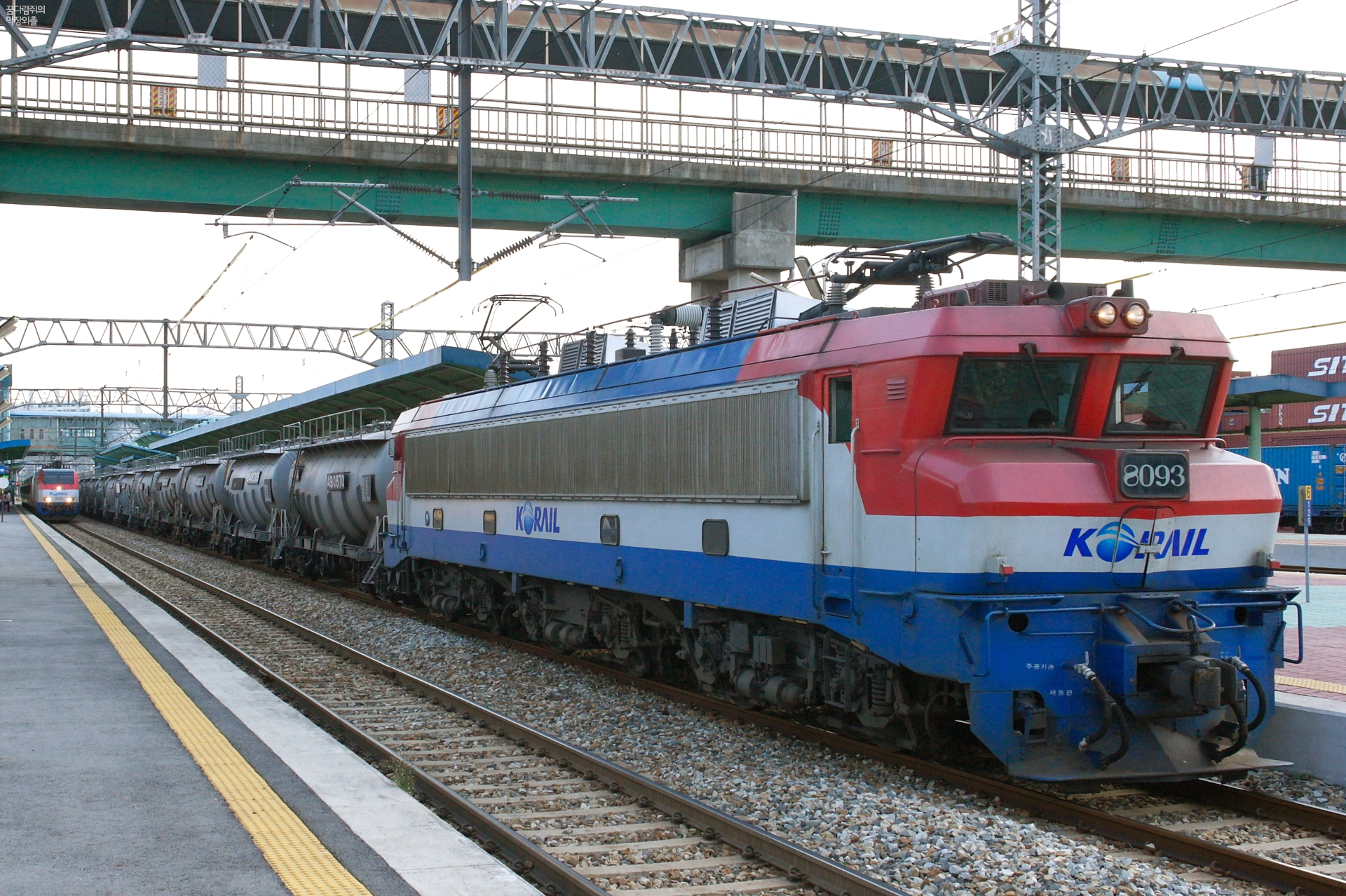
Korail 8000 (1986) im Jahr 2012

Neben der SNCF wurde auch das Pariser Nahverkehrsunternehmen RATP, für das er mehrere Metrostationen entwarf, sein Kunde.

### Automobile
Großes Aufsehen erregten in der Zeit der aufkommenden Stromlinienfahrzeuge auch seine beiden futuristischen Automobilstudien. Zuerst schuf er 1938 mit „La Baleine“ (Der Wal) ein etwa sieben Meter langes Cabriolet auf dem Chassis eines Buick aus dem Jahr 1928 mit 3500 cm³ Hubraum und 68 PS aus sechs Zylindern. Damit erreichte das Fahrzeug eine Geschwindigkeit von ca. 160 km/h, der Buick mit Originalkarosserie hingegen lediglich 110 km/h.
1942 folgte das Konzeptfahrzeug „L’Œuf électrique“ (Das elektrische Ei), eine Konstruktion aus Aluminium und Plexiglas. Anfangs wurde es elektrisch mit fünf 12 Volt-Batterien mit je 250 Ah betrieben, nach dem Zweiten Weltkrieg mit einem 125-cm³-Einzylindermotor. Das Auto war mit einer Geschwindigkeit von bis zu 80 km/h gut im Stadtverkehr einsetzbar.
1951 fertigte Arzens einen Kleinwagen namens „Carrosse“, es blieb jedoch bei einem Prototyp. Hier sorgte ein Heckmotor mit 125 cm³ Hubraum für den Antrieb. Die Höchstgeschwindigkeit war mit 72 km/h angegeben.
Paul Arzens fuhr die beiden ersten Wagen bis zu seinem Tod. Die zwei Autos werden heute im Automobilmuseum Mülhausen (Cité de l’Automobile) gezeigt:

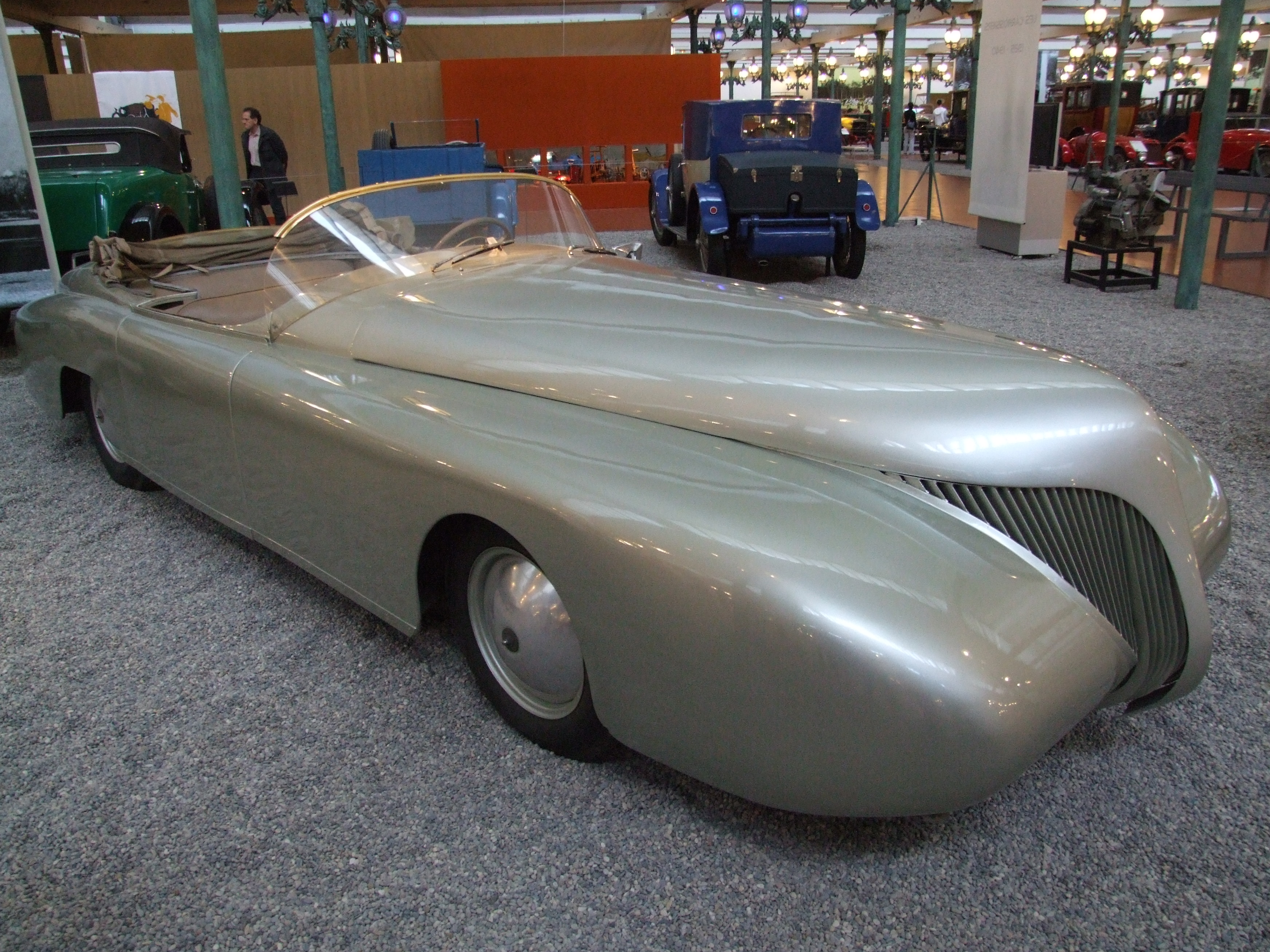
La Baleine vereinigte Arzens Leidenschaft für Kunst und Autos: 3500 cm³, 160 km/h
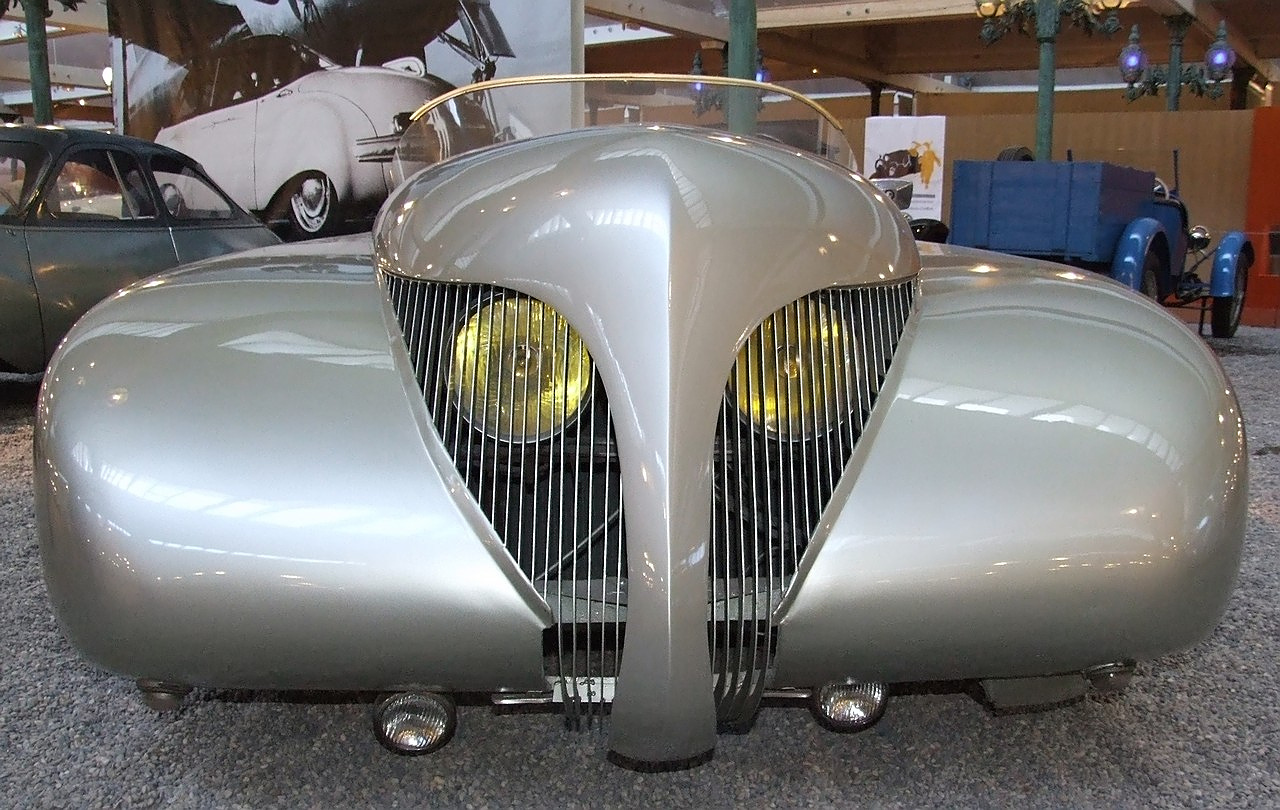
La Baleine, Frontansicht
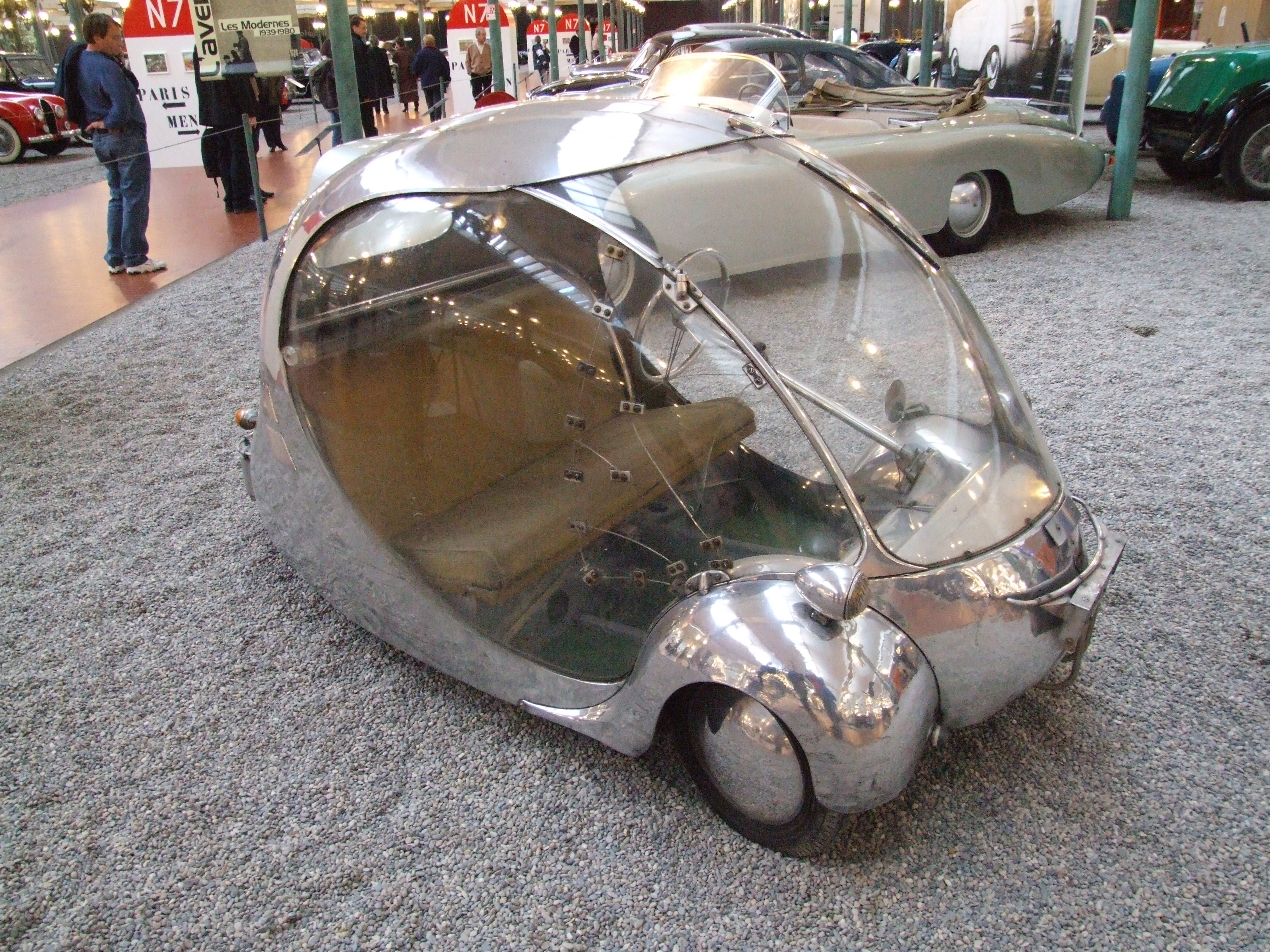
L'Œuf électrique, Zweisitzer, Einzylinder, 125 cm³, 80 km/h
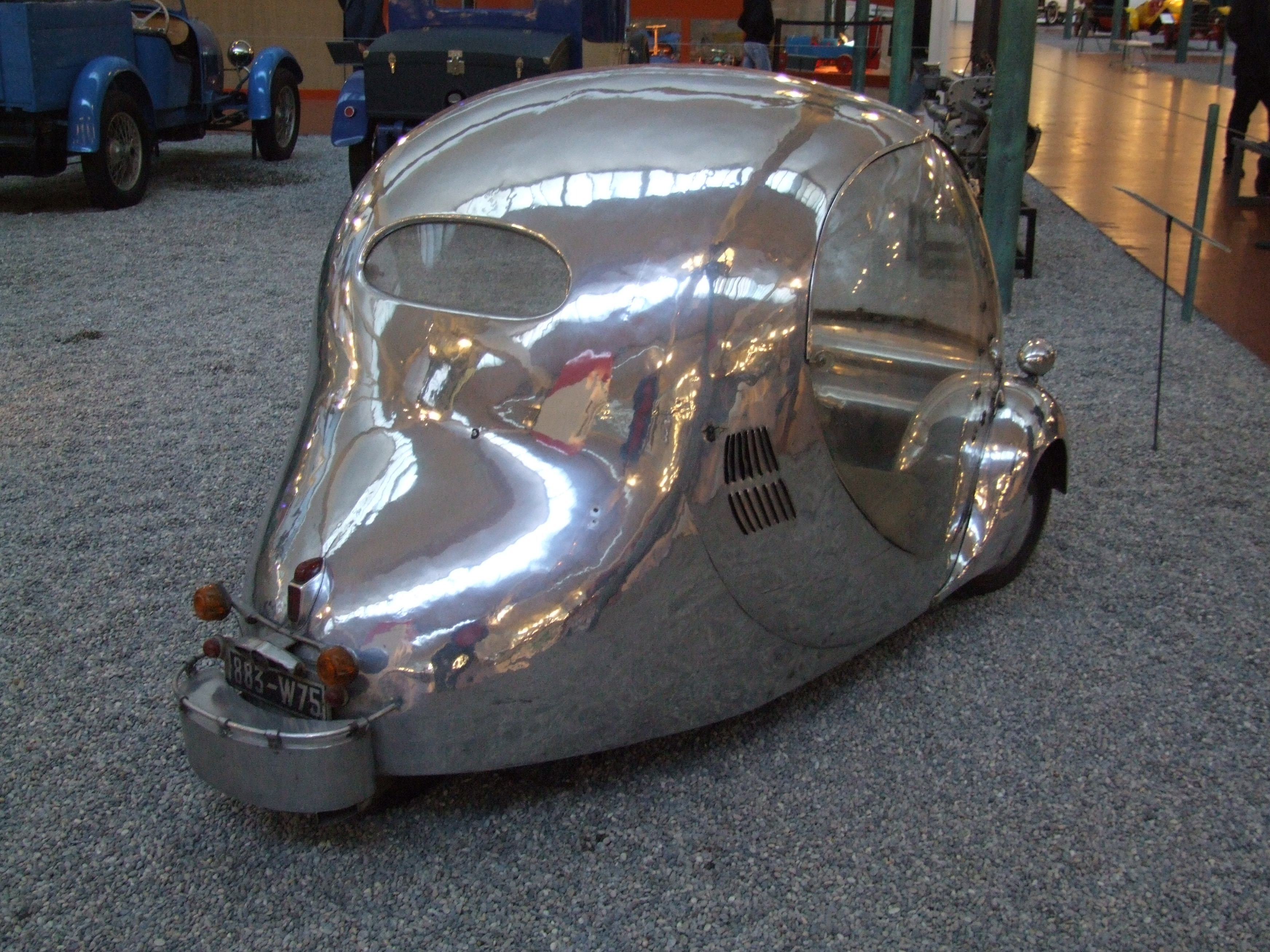
L'Œuf électrique von hinten